# 十和田西線
急行 十和田西線（きゅうこう とわだにしせん）は、かつて運行されていた青森県弘前市と十和田市を結ぶ弘南バスの路線。
十和田西線は十和田南線と異なり、東北新幹線とは反対側のルートで弘前までのアクセスがネックとなって、晩年は利用者が伸び悩み、一部の区間では運行本数の少ない「黒石 - 温川線」を補完する生活路線の側面を持っていたものの、閑散期の平日は弘前 - 黒石間の利用は皆無に近い状態だった。実情に合わせて運行本数の減便や運行期間の短縮等の措置をとってきたが、2002年（平成14年）に廃止となった。
近年では、十和田湖観光の旅行企画で「弘前・十和田湖号」が十和田西線で沿線の観光地を巡りながら運行されている。なお、当項ではツアーバス「弘前・十和田湖号」についても記述する。

## 運行経路
弘前 - 黒石 - 十和田湖休屋線
- 弘前バスターミナル - 弘前駅前（往路のみ停車） - 畑中 - 黒石駅前 - 温湯 - （落合温泉 - ）板留 - 虹の湖公園前 - 葛川 - 温川山荘前 - 滝ノ沢展望台 - 山の家 - 大川岱 - 和井内 - 十和田ホテル前 - 十和田湖バスターミナル

### かつて運行していた路線
弘前 - 黒石 - 子の口線
- 弘前バスターミナル - 弘前駅前（往路のみ停車） - 畑中 - 黒石駅前 - 温湯 - （落合温泉 - ）板留 - 虹の湖公園前 - 葛川 - 温川山荘前 - 滝ノ沢展望台 - 御鼻部山展望台 - 子の口キャンプ場 - 子の口

青森 - 黒石 - 子の口線
- 青森バスセンター - 浪岡 - 黒石駅前 - 温湯 - 板留 - 葛川 - 国民宿舎温川前 - 滝ノ沢展望台 - 御鼻部山展望台 - 子の口キャンプ場 - 子の口

弘前 - 平賀 - 子の口線
- 弘南ビルバスターミナル - 弘前駅前（往路のみ停車） - 大鰐案内所 - 平賀 - 黒石駅前 - 温湯 - 板留 - 葛川 - 国民宿舎温川前 - 滝ノ沢展望台 - 御鼻部山展望台 - 子の口キャンプ場 - 子の口

弘前 - 大鰐 - 子の口線
- 弘南ビルバスターミナル - 弘前駅前（往路のみ停車） - 大鰐案内所 - 駒の台 - 軍馬平 - 小国 - 葛川 - 国民宿舎温川前 - 滝ノ沢展望台 - 御鼻部山展望台 - 子の口キャンプ場 - 子の口

弘前 - 大鰐 - 十和田湖休屋線
- 弘前バスターミナル - 弘前駅前（往路のみ停車） - 大鰐南団地前 - 駒の台 - 軍馬平 - 小国 - 葛川 - 温川山荘前 - 滝ノ沢展望台 - 山の家 - 大川岱 - 和井内 - 十和田ホテル前 - 十和田湖バスターミナル

## 沿革
- 1959年（昭和34年）8月1日 : 「弘前 - 黒石 - 子の口線」、「青森 - 黒石 - 子の口線」の運行開始。
- 1962年（昭和37年）6月1日 : 「弘前 - 大鰐 - 子の口線」の運行開始。
- 196x年 : 「弘前 - 平賀 - 子の口線」の運行開始。
- 1970年（昭和45年）頃 : 「青森 - 黒石 - 子の口線」を廃止。
- 197x年 : 「弘前 - 平賀 - 子の口線」を廃止。
- 197x年 : 「十和田湖休屋線」の運行開始。 
  - 黒石経由便の一部と大鰐経由便を子の口から十和田湖バスターミナルへ行先変更。
- 2000年（平成12年）4月1日 : 「弘前 - 黒石 - 子の口線」、「弘前 - 大鰐 - 十和田湖休屋線」を廃止。 
  - 実際の最終運行は「弘前 - 大鰐 - 十和田湖休屋線」が1999年（平成11年）8月で、「弘前 - 黒石 - 子の口線」が1999年（平成11年）11月3日。
- 2002年（平成14年）4月1日 : 「弘前 - 黒石 - 十和田湖休屋線」を廃止。 
  - 実際の最終運行は2001年（平成13年）11月4日。
- 2006年（平成18年）4月21日 : ツアーバス「弘前・十和田湖号」の運行開始。

## 弘前・十和田湖号

### 概要
「弘前・十和田湖号」シャトルバスは、弘前市など7市町村で構成する「りんごのふるさとシャトルバス運営協議会」が運営し、弘前さくらまつり、弘前ねぷたまつり、弘前城菊と紅葉まつりの各祭り期間に合わせて、2006年度から弘南バスが運行していた。
2008年度からは運行期間を4月最終金曜日から11月第1日曜日までの金・土・日曜日に拡大し、従来の弘前発の往復に加え、十和田湖発の往復ルートも新設した。十和田湖発の新設便はJRバス東北が担当し、「十和田湖・弘前号」とした。さらに運行ルートに秋田県小坂町の康楽館・鉱山事務所などを組み入れ、康楽館では1時間15分の休憩時間を設け、自由に散策できるように観光面を強化した。なお、「十和田湖・弘前号」は2009年度から秋田県の第一観光バスが担当している。それに伴い、十和田湖側の発着地の変更が行われた。2011年度からは冬の観光対策で「十和田湖・弘前号」が通年運行となった。なお、事前予約が入らなかった場合は運休となる。
運賃は片道2000円だったが、2008年からは片道2500円に値上げしたものの、日帰り限定の往復割引運賃が設定され、往復では4000円となる。ただし、冬季運賃は片道3000円、往復5000円に変更となる。なお、運賃には入館料は含まれてはいない。

### 運行経路

#### 2009年 - 現在
弘前・十和田湖号
- Aコース（往路）：弘前バスターミナル - 弘前駅（城東口） - JR大鰐温泉駅 - 道の駅いかりがせき - 康楽館・鉱山事務所 - 十和田湖休屋遊覧船のりば
- Bコース（復路）：十和田湖休屋遊覧船のりば - 子の口遊覧船のりば - 奥入瀬渓流 - 城ヶ倉大橋 - 津軽伝承工芸館・こけし館 - 弘前駅（城東口）

十和田湖・弘前号
- Cコース（往路）：十和田ホテル・十和田プリンスホテル - 緑水閣 - 十和田湖休屋遊覧船のりば - 康楽館・鉱山事務所 - 道の駅いかりがせき - JR大鰐温泉駅 - 弘前駅（城東口）
- Dコース（復路）：弘前駅（城東口） - 津軽伝承工芸館・こけし館 - 城ヶ倉大橋 - 奥入瀬渓流 - 十和田湖休屋遊覧船のりば - 緑水閣 - 十和田ホテル・十和田プリンスホテル

#### 2008年度
弘前・十和田湖号
- Aコース（往路）：弘前バスターミナル - 弘前駅（城東口） - JR大鰐温泉駅 - 道の駅いかりがせき - 康楽館・鉱山事務所 - JRバス十和田湖駅
- Bコース（復路）：JRバス十和田湖駅 - 奥入瀬渓流 - 津軽伝承工芸館 - 弘前駅（城東口）

十和田湖・弘前号
- Cコース（往路）：JRバス十和田湖駅 - 康楽館・鉱山事務所 - 道の駅いかりがせき - JR大鰐温泉駅 - 弘前駅（城東口）
- Dコース（復路）：弘前バスターミナル - 弘前駅（城東口） - 津軽伝承工芸館 - 奥入瀬渓流 - JRバス十和田湖駅

#### 2006年 - 2007年度
弘前・十和田湖号
- 弘前バスターミナル - 弘前駅（城東口） - 津軽伝承工芸館 - 城ヶ倉大橋 - 奥入瀬渓流（石ヶ戸） - 十和田湖休屋観光センター